# Oesjakovskoje
Oesjakovskoje (Russisch: Ушаковское) is een voormalig dorp (selo) in het noorden van het district Ioeltinski (tot 2008 van het opgeheven district Sjmidtovski) in het noorden van de Russische autonome okroeg Tsjoekotka. De plaats lag aan de zuidoostkust van het eiland Wrangel, aan noordzijde van de monding van de Rodgersbocht (boechta Rodzjers), aan zuidoostzijde van het Minejevgebergte (Gory Minejeva).
Vanuit de plaats loopt een onverharde weg naar het westen langs de kust, die verderop een aftakking heeft naar het binnenland van Wrangel (naar de voormalige nederzetting Perkatkoen, waar ooit rotskristalwinning plaatsvond) en de plaats verbindt met de voormalige nederzetting Zvjozdny/zakaznik o. Vrangelja (mid-zuiden) en het voormalige meteorologisch station Vynosnaja/Kaap Blossom (zuidwesten van het eiland).

## Geschiedenis

### Voorgeschiedenis

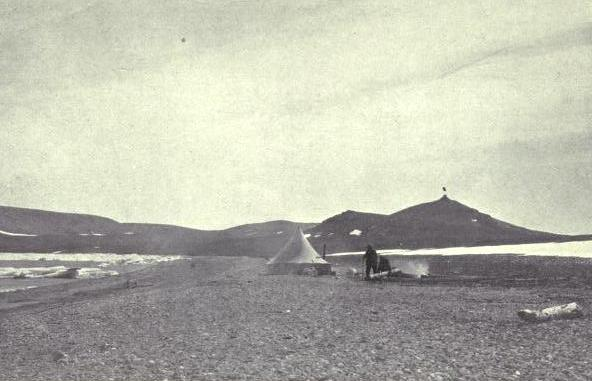
Canadees kamp bij de Rodgersbocht in 1914

Oesjakovskoje was lange tijd de enige plaats op Wrangel. Het ontstond als gevolg van een Amerikaans-Russische strijd over de zeggenschap over het eiland. Eind 19e eeuw, toen Tsjoekotka als de facto onafhankelijk gebied binnen de Russische invloedssfeer min of meer een speelbal vormde voor omringende landen, lieten Amerikanen (claim door Calvin L. Hooper in 1881) hun oog vallen op het eiland. Een Russische expeditie op de stoomijsbrekers Tajmyr en Vajgatsj onder Boris Vilkitski hief er in 1911 de Russische vlag om hun aanspraak op het eiland kracht bij te zetten. In 1914, nadat overlevenden van het Canadese schip Karluk van het eiland (die er de Canadese vlag hadden geheven) waren opgepikt, verschenen in de Engelse pers berichten over een "leeg en onbewoond eiland", wat de toorn van de tsaristische Russische autoriteiten opwekte, die daarop verklaarden dat alle eilanden ten noorden van de Russische kust, inclusief Wrangel integraal deel uitmaakten van het Russisch territorium als uitlopers van het Russisch-Aziatisch vasteland. De opvolgende Russische sovjetregering liet in 1918 haar soevereiniteitsaanspraken op de gebieden ten noorden van de Siberische kust (die toen veelal toch nog lang niet in hun handen was) impliciet varen, hetgeen door de Britten tijdens de Russische Burgeroorlog werd gebruikt om een nieuwe poging te doen het te claimen voor Canada. In 1921 voer een Canadese bontexpeditie in opdracht van Vilhjalmur Stefansson naar Wrangel, plantte er de Engelse vlag en zette er in de Somnitelnajabocht (ten westen van Oesjakovskoje) een aantal Amerikanen, Canadezen en Inuit aan land, waarop King het eiland het jaar erop claimde voor Groot-Brittannië/Canada (volgens Stefansson om een Japanse claim voor te zijn; de Japanners zaten toen al op Kamtsjatka). In 1923 (na een mislukte poging in 1922) volgde een Amerikaanse expeditie naar de Rodgersbocht, pikte de enige overlevende van 1921 op (Inuitvrouw Ada Blackjack), zette Amerikaan Charles Wells en 12 Inuit aan land en hees er de Amerikaanse vlag. De Sovjet-Russische regering probeerde via diplomatieke kanalen tevergeefs de Amerikaanse regering te overtuigen van haar standpunt dat het eiland aan Sovjet-Rusland behoorde. In 1924 vond de Sovjetregering het welletjes en stuurde de onder het mom van een hydrografische expeditie Boris Davydov op de kanonneerboot Rode Oktober van de Rode Vloot naar het eiland, die onderweg te horen kreeg dat er verhalen in de Amerikaanse pers waren over een nieuwe missie die naar verluidt de Amerikaanse soevereiniteit over het eiland zou moeten opeisen, waarop het schip met gezwinde spoed naar het eiland voer, de Amerikaanse 'indringers' oppakte (de meesten van hen kwamen na een omzwerving door China later weer terug in Alaska), alle bont in beslag nam en er de Sovjetvlag plaatste.

### Geschiedenis van het dorp
Het eiland werd vervolgens opgeëist door de Sovjet-Unie, die om haar claim kracht bij te zetten echter een eigen nederzetting op het eiland wilde. Daartoe werd in 1926 poolonderzoeker Georgi Oesjakov naar het eiland gestuurd, die op 14 augustus dat jaar deze nederzetting stichtte. De eerste inwoners bestonden uit ongeveer 60 Tsjoektsjische en Inuitische jagers uit Oost-Tsjoekotka en een paar Russen. De meeste 'inheemsen' bleven hun leven lang er wonen en hielden zich bezig met de jacht op onder andere poolvossen, walrussen, ijsberen, sneeuwganzen en zwart-witte ganzen. In 1928 werd het eerste kind geboren in het nieuwe dorp. De nederzetting moest ook een nuttig doel dienen, waartoe in de eerste drie jaar van haar bestaan een hydrometeorologisch station (poolstation) en een zendinstallatie werden gebouwd. Ook werd er een vliegveld aangelegd. Na drie jaar van extreme ijsomstandigheden, waarbij geen schip het dorp kon bereiken, werd in 1929 een reddingsoperatie op touw gezet om de nieuwe eilanders tijdelijk te evacueren. Na de herbevolking ontstond in de jaren 1930 commotie over de lokale gouverneur Konstantin Sementsjoek die volgens een artikel in Time een waar schrikbewind voerde over het eiland met orgiën, moorden, verkrachtingen en valse beschuldigingen. Na onderzoek door de GPOE (voorloper van de NKVD), werd hij en een medeplichtige van het eiland gehaald en in 1936 in een showproces (als voorbeeld voor al te autocratisch ingestelde bestuurders) ter dood door vuurpeloton veroordeeld wegens 'bandieterij' en het schenden van de wet van de Sovjet-Unie. In 1941 werd het vliegveld van Oesjakovskoje gebruikt voor de bevoorrading van het drijvend poolstation Noordpool-2.
In 1948 werden een aantal tamme rendieren losgelaten op het eiland en werd een rendierhouderij (sovchoz) opgezet bij het dorp. Het dorp werd later uitgebreid met meer voorzieningen, zodat de plaats tegen het einde van de jaren 1970 de beschikking had over een school, café, winkel, postkantoor, ziekenhuis en zelfs een aansluiting op het elektriciteitsnet. In 1967 werden een groot aantal walrustanden ontdekt op de noordoostkust van het eiland, die er op leken te wijzen dat er op grote schaal was gestroopt (volgens de sovjetregering door buitenlandse vaartuigen), waarop in 1968 een grenspost werd gevestigd in Oesjakovskoje en een natuurgebied werd ingesteld.
In de jaren 1980 werd de rendierhouderij opgedoekt en de jacht sterk aan banden gelegd; alleen de jacht op zeedieren voor eigen gebruik was nog toegestaan binnen bepaalde jaarlijkse quota. Ook werd het militaire uitwijkvliegveld Zvjozdny in die tijd gesloten. In 1984 werd een monument opgericht voor stichter Oesjakov. Begin jaren 1990 volgde echter de perestrojka en verdwenen de staatsgelden; in 1992 bleef Oesjakovskoje als enige bewoonde plaats over op het eiland en in 1994 voer het laatste schip met voorraden naar de plaats, daarna werden goederen en post gehaald en gebracht per helikopter. Net als in veel andere noordelijke plaatsen volgde een exodus van de bevolking. In 1997 besloot de regering om de overgebleven inwoners te verplaatsen naar Mys Sjmidta. Ex-inwoner Vasilina Alpaoen kon daar echter niet aarden en keerde terug. Zij kwam echter tragisch om het leven op 13 oktober 2003, toen ze nabij haar huis werd aangevallen door een ijsbeer.
De grenspost werd eind jaren 1990 opgeheven en vervangen door een seizoenspost in de zomer. Omdat het eiland echter onbewoond raakte en door Rusland toch van strategisch belang wordt geacht (men is nog altijd bang voor -overigens onbewezen- formele claims van de Amerikaanse regering), drong de grenswacht erop aan om weer een permanente grenspost in te stellen in Oesjakovskoje. In 2010 werd daarop begonnen met de bouw van een weerstation en gingen er 6 mensen wonen.
Bestuurlijk centrum: Egvekinot

Amgoeëma · Billings · Ioeltin(†) · Konergino · Leningradski(†) · Mys Sjmidta · Noetepelmen · Oeëlkal · Oesjakovskoje(†) · Ozjorny · Poljarny(†) · Ryrkajpi · Vankarem · Vostotsjny(†)